# Bernard Sachs
Bernard Sachs, född 2 januari 1858 i Baltimore, död 8 februari 1944, var en amerikansk psykiater och neurolog.
Mellan åren 1874 och 1878 studerade Sachs medicin vid Harvard Medical College i Cambridge. Efter sina studier i Cambridge så åkte han till Europa och studerade där i Strasbourg, Wien och Berlin. 
1882 fick han sin första artikel publicerad i Rudolf Virchows Archiv für pathologische Anatomie und Physiologie und für klinische Medicin. Efter att han samma år tagit sin examen i Wien stannade han kvar tillsammans med Sigmund Freud för att doktorera i hjärnans anatomi och neuropsykiatri under Theodor Hermann Meynert. För att runda av sin utbildning tillbringade han ett år med Jean-Martin Charcot i Paris och John Hughlings Jackson i London. 
1884 återvände Sachs till USA och bosatte sig i New York. Efter att först ha arbetat som assistent åt Isaac Adler och därefter öppnat privatpraktik blev han 1887 instruktör vid New York Polyclinic Hospital. Det var också nu som han beskrev vad som senare blivit känt under namnet Tay-Sachs sjukdom. 1893 utsågs han till rådgivande neurolog vid Mount Sinai sjukhuset. 
Under sitt professionella liv publicerade han över 200 artiklar och ett flertal böcker, Sachs stod också under åren 1886-1911 för utgivningen av tidskriften Journal of Nervous and Mental Disease och mellan 1894 och 1932 var han ordförande för American Neurological Association. Förutom Tay-Sachs sjukdom så har han även givit namn åt Sachs lampa.